# Tawrat
Tawrat (ook Tawrah of Taurat; Arabisch: توراة) is het Arabische woord voor de Thora.
Moslims geloven dat het een heilig boek van de islam is dat door God aan Musa (Mozes) is gegeven. De Tawrat is gezonden naar het volk van Israël (de nakomelingen van de profeet Yaqub) en is een van de islamitische heilige boeken en het geloof daarin is een religieuze verplichting voor iedere moslim.